# 春日神社 (大阪市東淀川區)

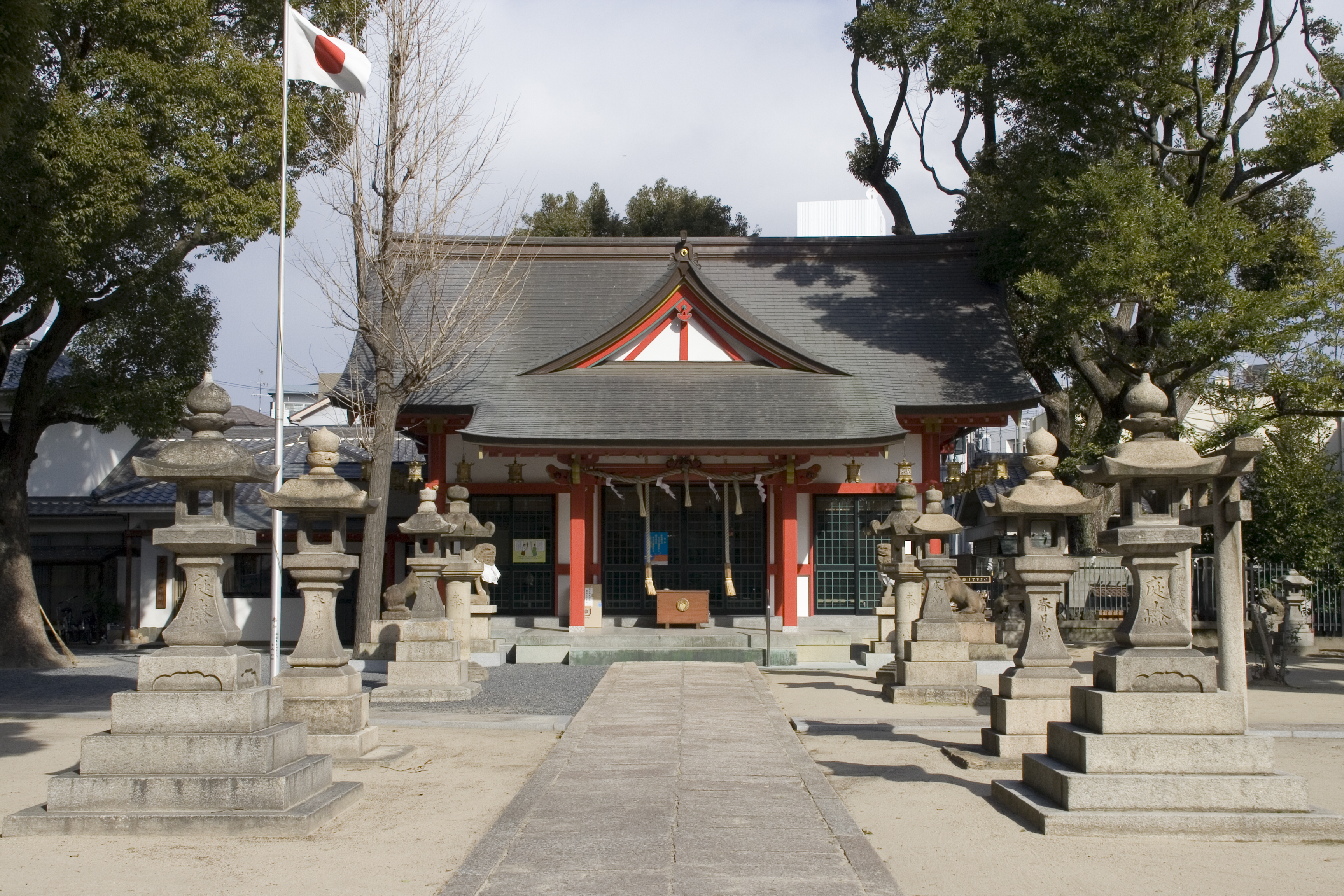
拜殿

春日神社是一座位於日本大阪市東淀川區上新庄的神社。

## 歴史
- 天正6年（1578年），由奈良的春日大社分香而來。
- 明治5年（1872年），成為村社。
- 明治40年（1907年），被指定為神饌幣帛料供進社[1]。
- 平成11年（1999年）改建本殿。

## 境内
- 榊神社
- 天照皇大神社
- 猿田彥神社、火迦具土神社
- 樹齡400多年的大阪市保存樹（昭和43年10月1日指定）